# فرانك ريتش (صحفي)
فرانك ريتش (بالإنجليزية: Frank Rich)‏ هو صحفي أمريكي، ولد في 2 يونيو 1949 في واشنطن العاصمة في الولايات المتحدة.

## وصلات خارجية
- فرانك ريتش على موقع IMDb (الإنجليزية)
- فرانك ريتش على موقع إن إن دي بي (الإنجليزية)
- فرانك ريتش على موقع قاعدة بيانات الفيلم (الإنجليزية)